# It Snows in Heaven Too
It Snows in heaven too is een studioalbum van Annie Haslam.

## Inleiding
Het album gaat terug naar de jeugd van Annie Haslam in Bolton (Greater Manchester), waar ze meer inspiratie uit haalde, zoals Renaissances enige hitsingle Northern lights. Ging het toen over de sfeer van noordelijke Engeland; hier toch vooral op de beleving van kerstmis. Ze werd begeleid door Rave Tesar, die ook plaats zou nemen in een volgende versie van Renaissance. Opnamen vonden plaats in de geluidsstudio van Tesar, Studio X in Ridgewood (New Jersey).  De titel kwam van Haslam zelf, die samen met Tesar het enige “eigen” nummer schreef voor dit album. Bekend is dat Haslam met muzikaal partner Tesar in haar woonplaats Philadelphia (Pennsylvania) kerstconcerten gaf gedurende de periode dat Renaissance inactief was. 

## Musici
- Annie Haslam – zang
- Rave Tesar - alle muziekinstrumenten behalve
- John Arbo – basgitaar (tracks 7 en 14) en akoestische bas (tracks 11 en 16)
- Joe Goldberger – drumstel ( tracks 6, 7, 10, 11, 14, 16)

## Muziek
| Nr. | Titel                                                                                | Duur |
| --- | ------------------------------------------------------------------------------------ | ---- |
| 1.  | O holy night (traditional, arrangement Teasr)                                        | 4:37 |
| 2.  | Silent night (traditional, arrangement Tesar)                                        | 3:46 |
| 3.  | The snowman (Howard Blake)                                                           | 3:42 |
| 4.  | It snows is heaven too (Haslam, Tesar)                                               | 3:39 |
| 5.  | It came upon a midnight clear (traditional, arrangement Tesar)                       | 2:54 |
| 6.  | Joy to the world (traditional, arrangement Tesar)                                    | 2:38 |
| 7.  | The Christmas song (Mel Torme, Bob Wells)                                            | 3:52 |
| 8.  | Ave Maria (Johann Sebastian Bach, Charles Gounod, arrangement Teasr)                 | 3:00 |
| 9.  | We three kings (traditional, arrangement Tesar)                                      | 3:34 |
| 10. | The little drummer boy (Katherine Kennicott Davis, Harry Onorati, arrangement Tesar) | 4:34 |
| 11. | Christmas time is here (Vince Guaraldi , arrangement Tesar)                          | 3:13 |
| 12. | Away in a manger (traditional, arrangement Tesar)                                    | 1:52 |
| 13. | O Come, O Come, Emmanuel (traditional, arrangement Tesar)                            | 2:19 |
| 14. | Have yourself a merry little christmas (Hugh Martin, Ralph Blane)                    | 3;15 |
| 15. | Hark! The herald angels sing (traditional, arrangement Tesar)                        | 2:45 |
| 16. | White Christmas (Irving Berlin)                                                      | 3:22 |

## Nasleep
Het solorepertoire van Haslam passeerde Europa geruisloos, zeker dit kerstalbum. Desalniettemin vond Esoteric Recordings het in 2019 tijd dat het album opnieuw uitgegeven werd. Dat gebeurde in een serie heruitgaven van het werk van zowel Renaissance als Haslam. Menno von Brucken Fock noteerde in IO Pages 161 (december 2019) dat dat album een aanvulling in het vergeten repertoire was van Haslam. Hij noteerde ook dat het origineel wellicht de aanzet gaf tot een reünie van de band met als resultaat Tuscany (2001). 